# 주인공 (노래)
"주인공"은 대한민국의 가수 선미의 노래이다. 2018년 1월 18일 메이크어스 엔터테인먼트와 더블랙레이블을 통해 공개되었으며, 로엔 엔터테인먼트를 통해 배급되었다.

## 개요
2017년 12월 18일, 메이크어스 엔터테인먼트 측은 선미가 2018년 1월 컴백한다고 밝혔다. 2018년 1월 2일 〈주인공〉의 크레딧 티저가 공개되었으며, 1월 17일 뮤직비디오 스틸컷이 공개되었다.
2018년 1월 18일 오후 6시 〈주인공〉이 발표되었다. 이 곡은 선미의 직전 싱글 〈가시나〉의 프리퀄으로, 두 곡의 뮤직 비디오에는 공통적으로 클래식 카가 등장한다.

## 논란
곡의 발매 이후 일부 누리꾼들은 영국의 팝 가수 셰릴 콜의 노래 〈Fight for This Love〉와 비슷하다는 의혹을 제기하였다. 이에 대하여 1월 19일, 작곡가 테디는 〈주인공〉이 순수한 창작물이라는 입장을 밝혔다.
평론가 미묘는 1월 20일과 21일 자신의 트위터를 통하여 〈주인공〉과 〈Fight for This Love〉는 동일한 라이프 모티프를 공유하며, 화성적 구성에 있어 큰 차이를 보인다는 견해를 밝혔다. 백석대학교 차효송 교수는 두 곡은 멜로디와 코드 진행이 매우 유사하며, 특히 대리코드를 사용하였기에 거의 같은 곡이라고 분석하였다.

## 수상

### 음악 프로그램
| 프로그램     | 날짜            |
| ------------ | --------------- |
| 엠카운트다운 | 2018년 1월 25일 |
| 쇼! 음악중심 | 2018년 1월 27일 |
| 인기가요     | 2018년 1월 28일 |

## 차트
| 차트 (2018)                          | 최고 순위 |
| ------------------------------------ | --------- |
| 대한민국 (가온 디지털 차트 ‘주간’)   | 2         |
| 대한민국 (가온 스트리밍 차트 ‘주간’) | 2         |
| 대한민국 (가온 다운로드 차트 ‘주간’) | 1         |